# Согом
Согом — посёлок в России, находится в Ханты-Мансийском районе, Ханты-Мансийского автономного округа — Югры. Входит в состав Сельского поселения Согом.
Население на 1 января 2008 года составляло 296 человек.
Почтовый индекс — 628535, код ОКАТО — 71129934001.

## Статистика населения
| Год  | Численность постоянного населения (среднегодовая) |
| ---- | ------------------------------------------------- |
| 2002 |                                                   |
| 2008 | 296                                               |
| 2010 |                                                   |

## Климат
Климат резко континентальный, зима суровая, с сильными ветрами и метелями, продолжающаяся семь месяцев. Лето относительно тёплое, но быстротечное.

## Известные уроженцы
- Баширов, Александр Николаевич — известный актёр и режиссёр
- Терёшкин, Николай Иванович — советский лингвист-хантывед